# Alianza Popular Revolucionaria
La Alianza Popular Revolucionaria fue un frente electoral de izquierda y centroizquierda, el primero en Argentina, formado en 1972 para presentarse a las elecciones presidenciales del 11 de marzo de 1973, integrado por el Partido Intransigente, el Partido Revolucionario Cristiano y el Partido Comunista, entre otros.

## Origen
El origen de la Alianza Popular Revolucionaria puede encontrarse en el Encuentro Nacional de los Argentinos, una instancia de coordinación política de fuerzas de izquierda y centro-izquierda, creada en 1971 durante la dictadura militar autodenominada Revolución Argentina, entre las que se encontraban los partidos Intransigente, Revolucionario Cristiano y Comunista, entre otros.

## Acción política
En las elecciones de 1973, ganadas por el peronismo, obtuvieron el cuarto lugar, con 885.201 votos (7,43%), presentando a Oscar Alende como candidato a presidente, acompañado por Horacio Sueldo para la vicepresidencia.
A raíz del resultado electoral la APR obtuvo varios diputados nacionales que se desempeñaron hasta el golpe militar del 24 de marzo de 1976, entre los que se encontraban Oscar Alende, Horacio Sueldo, Eduardo Traboulsi, Carlos Auyero, Juan Carlos Comínguez y Jesús Mira; estos dos últimos primeros diputados nacionales del partido Comunista.

## Elecciones

### Elecciones presidenciales
| Año           | Candidatos    | Primera vuelta | Primera vuelta  | Balotaje | Balotaje | Resultado | Nota |
| Año           | Candidatos    | votos          | % votos         | votos    | % votos  | Resultado | Nota |
| ------------- | ------------- | -------------- | --------------- | -------- | -------- | --------- | ---- |
| Marzo de 1973 | Alende-Sueldo | 885.201        | \| \| 7.43 % \| |          |          | No electo |      |
|               | 7.43 %        |                |                 |          |          |           |      |

### Elecciones al congreso
| Año  | Votos   | %               | Total de bancas | Total de bancas | Posición | Presidencia         | Nota |
| Año  | Votos   | %               | Diputados       | Senadores       | Posición | Presidencia         | Nota |
| ---- | ------- | --------------- | --------------- | --------------- | -------- | ------------------- | ---- |
| 1973 | 796.705 | \| \| 6.67 % \| | 12/243          | 1/69            | Minoría  | Héctor José Cámpora |      |
|      | 6.67 %  |                 |                 |                 |          |                     |      |